# Коле Спедале (Кјети)
Коле Спедале (итал. Colle Spedale) је насеље у Италији у округу Кјети, региону Абруцо.
Према процени из 2011. у насељу је живело 84 становника. Насеље се налази на надморској висини од 444 м.